# بلچینگلی (دژ)
بلچینگلی (انگلیسی: Bletchingley Castle) قلعه‌ای ویران در انگلستان است.